# Железничка станица Овча
Железничка станица Овча је једна од станица Београдског железничког чвора, пруге Београд центар–Вршац и терминус обе линије БГ ВОЗ-а. Тренутно је и почетна станица на линији Београд-Зрењанин. Налази се у насељу Овча у градској општини Палилула у Београду. Смештена је на леву обале реке Дунав. Пруга се наставља ка Панчево главној у једном и Себешу у другом смеру. Железничка станица Овча састоји се из 7 колосека. Поред станице налази се окретница градских аутобуса на линијама 105 (Омладински стадион - Овча железничка станица) и 105л (Борча - Овча железничка станица).